# 海洋水産部
海洋水産部（かいようすいさんぶ）は、大韓民国の国家行政機関。1996年8月から2008年2月まで存在した後廃止されたが、2013年に復活した。外庁として海洋警察庁（2014年に解体、その後文在寅政権で復活）を管轄、日本と領土紛争のある竹島(韓国名：独島)も管理する。海洋水産部の長を海洋水産部長官と称し、国務委員が任命される。

## 沿革
1948年7月大韓民国政府樹立にともない、交通部海運局と商工部水産局が設置されたのを起源とする。1955年2月海務庁（1961年10月廃止）、1966年2月水産庁、1976年港湾庁が新設され、1977年12月に港湾庁は海運港湾庁に改称された。1996年8月、海運港湾庁・水産庁・水路局を統合、行政自治部所属だった海洋警察庁も外庁として編入し、海洋水産部が誕生した。2008年2月に廃止され、国土海洋部と農林水産食品部に吸収された。2013年に復活した。
朴槿恵が海洋水産部を復活させると最初の長官に女性科学者の尹珍淑が任命され、海洋水産部で初の女性長官として注目された。しかし当初より暴言が絶えないなど長官としての資質に問題があるとして、野党だけでなくセヌリ党の議員からも批判されており、朴槿恵の独断的な「手帳人事」の典型とされていた。2014年1月末にヨスで発生した原油流出事故の対応において尹珍淑は「（事故を起こした）GSカルテックスが第一の被害者、漁民はその次」と発言するなど被害者を侮辱する言動を繰り返したため、国務総理の鄭烘原の解任建議権により解任された。国務総理が長官の解任建議権を発動するのは歴史的に二度目であり、2003年の最初の発動も海洋水産部の崔洛正に対するものであった。

## 職務
海洋・水産政策、漁村開発、水産物流通、海運・港湾、海洋環境、海洋調査、海洋資源開発、海洋科学技術の研究・開発及び海洋安全審判に関する事務を管掌する。

## 組織

### 幹部
| - 長官 - 代弁人 - 広報担当官 - 監査官 - 監査担当官 - 長官政策補佐官 | - 次官 - 企画調整室長 - 政策企画官 - 企画財政担当官 - 創造行政担当官 - 規制改革法務担当官 - 情報化担当官 - 非常安全担当官 |

### 下部組織
| - 運営支援課 - 海洋政策室 - 海洋産業政策官 - 海洋環境政策官 - 国際遠洋政策官 - 海洋政策課 - 海洋開発課 - 海洋レジャー課 - 沿岸計画課 - 海洋環境政策課 - 海洋保全課 - 海洋生態課 - 国際協力総括課 - 海洋領土課 - 遠洋産業課 - 通商貿易協力課 - 海洋水産生命資源課（2017年5月31日までの一時組織） | - 水産政策室 - 水産政策官 - 漁業資源政策官 - 漁村養殖政策官 - 水産政策課 - 流通政策課 - 輸出加工振興課 - 所得福祉課 - 漁業政策課 - 水産資源政策課 - 指導交渉課 - 漁村養殖政策課 - 養殖産業課 - 漁村漁港課 | - 海運物流局 - 海運政策課 - 沿岸海運課 - 船員政策課 - 港湾物流企画課 - 港湾運営課 - 海事安全局 - 海事安全政策課 - 海事産業技術課 - 海事安全管理課 - 航路表示課 - 港湾局 - 港湾政策課 - 港湾開発課 - 港湾投資協力課 - 港湾地域発展課 |

### 所属機関
- 国立水産物品質管理院
  - 支院（ソウル、仁川、平沢、長項、麗水、木浦、莞島、済州、釜山、統営、浦項、江陵、仁川空港）
- 国立海洋調査院
  - 海洋調査事務所（南海、東海、西海）
- 東海漁業管理団
  - 済州漁業管理事務所
  - 操業監視センター
- 西海漁業管理団
- 国立海事高等学校（釜山、仁川）
- 海洋水産人材開発院
- 国立海洋測位情報院
- 釜山地方海洋水産庁
  - 釜山港建設事務所
- 仁川地方海洋水産庁
  - 京仁海洋水産事務所
- 麗水地方海洋水産庁
  - 麗川海洋水産事務所
  - 光陽海洋水産事務所
- 馬山地方海洋水産庁
  - 統営海洋水産事務所
    - 泗川海洋水産出張所
- 東海地方海洋水産庁
  - 束草海洋水産事務所
  - 墨湖海洋水産事務所
    - 三陟海洋水産出張所
- 群山地方海洋水産庁
  - 長項海洋水産事務所
- 木浦地方海洋水産庁
  - 珍島航路表示事務所
  - 莞島海洋水産事務所
- 浦項地方海洋水産庁
  - 浦項新港海洋水産事務所
- 平沢地方海洋水産庁
  - 唐津海洋水産出張所
- 海洋安全審判院
- 国立水産科学院
  - 東海水産研究所
    - 独島水産研究センター

  - 西海水産研究所
  - 南西海水産研究所
    - 亜熱帯水産研究センター

  - 南東海水産研究所
  - 戦略養殖研究所
    - 未来養殖研究センター
    - 海藻類バイオ研究センター
    - 育種研究センター

  - 中央内水面研究所
    - 内水面養殖研究センター

  - 鯨研究所
  - 干潟研究所
  - 水産植物品種管理センター
- 蔚山地方海洋水産庁
- 大山地方海洋水産庁

## 歴代長官
| 代       | 氏名     | 氏名         | 在任期間       | 在任期間       | 政権       |
| 代       | 漢字表記 | ハングル表記 | 着任           | 退任           | 政権       |
| -------- | -------- | ------------ | -------------- | -------------- | ---------- |
| 1        | 辛相佑   | 신상우       | 1996年8月8日   | 1997年8月6日   | 金泳三政権 |
| 2        | 趙正済   | 조정제       | 1997年8月7日   | 1998年3月2日   | 金泳三政権 |
| 3        | 金善吉   | 김선길       | 1998年3月3日   | 1999年3月22日  | 金大中政権 |
| 4        | 鄭相千   | 정상천       | 1999年3月23日  | 2000年1月13日  | 金大中政権 |
| 5        | 李恒圭   | 이항규       | 2000年1月14日  | 2000年8月6日   | 金大中政権 |
| 6        | 盧武鉉   | 노무현       | 2000年8月7日   | 2001年3月25日  | 金大中政権 |
| 7        | 鄭宇沢   | 정우택       | 2001年3月26日  | 2001年9月6日   | 金大中政権 |
| 8        | 柳三男   | 유삼남       | 2001年9月7日   | 2002年7月11日  | 金大中政権 |
| 9        | 金昊植   | 김호식       | 2002年7月12日  | 2003年2月26日  | 金大中政権 |
| 10       | 許成寛   | 허성관       | 2003年2月27日  | 2003年9月18日  | 盧武鉉政権 |
| 11       | 崔洛正   | 최낙정       | 2003年9月18日  | 2003年10月2日  | 盧武鉉政権 |
| 権限代行 | 金英南   | 김영남       | 2003年10月2日  | 2003年10月13日 | 盧武鉉政権 |
| 12       | 張丞玗   | 장승우       | 2003年10月14日 | 2005年1月4日   | 盧武鉉政権 |
| 13       | 呉巨敦   | 오거돈       | 2005年1月5日   | 2006年3月26日  | 盧武鉉政権 |
| 14       | 金成珍   | 김성진       | 2006年3月27日  | 2007年5月10日  | 盧武鉉政権 |
| 15       | 姜武賢   | 강무현       | 2007年5月11日  | 2008年2月29日  | 盧武鉉政権 |
| 16       | 尹珍淑   | 윤진숙       | 2013年4月17日  | 2014年2月12日  | 朴槿恵政権 |
| 権限代行 | 孫在学   | 손재학       | 2014年2月12日  | 2014年3月5日   | 朴槿恵政権 |
| 17       | 李柱栄   | 이주영       | 2014年3月5日   | 2014年12月24日 | 朴槿恵政権 |
| 権限代行 | 金栄錫   | 김영석       | 2014年12月25日 | 2015年3月15日  | 朴槿恵政権 |
| 18       | 兪奇濬   | 유기준       | 2015年3月16日  | 2015年11月10日 | 朴槿恵政権 |
| 19       | 金栄錫   | 김영석       | 2015年11月11日 | 2017年6月15日  | 朴槿恵政権 |
| 20       | 金栄春   | 김영춘       | 2017年6月16日  | 2019年4月2日   | 文在寅政権 |
| 21       | 文成赫   | 문성혁       | 2019年4月3日   | 2022年5月9日   | 文在寅政権 |
| 22       | 趙承煥   | 조승환       | 2022年5月10日  | 2023年12月28日 | 尹錫悦政権 |
| 23       | 康徒衡   | 강도형       | 2023年12月29日 | 2025年7月24日  | 尹錫悦政権 |
| 24       | 田載秀   | 전재수       | 2025年7月24日  | 現職           | 李在明政権 |